# Сьвідри-Добжиці
Сьвідри-Добжиці (пол. Świdry-Dobrzyce) — село в Польщі, у гміні Грабово Кольненського повіту Підляського воєводства.
Населення — 107 осіб (2011).
У 1975-1998 роках село належало до Ломжинського воєводства.

## Демографія
Демографічна структура станом на 31 березня 2011 року:
|          | Загалом | Допрацездатний вік | Працездатний вік | Постпрацездатний вік |
| -------- | ------- | ------------------ | ---------------- | -------------------- |
| Чоловіки | 50      | 14                 | 27               | 9                    |
| Жінки    | 57      | 14                 | 28               | 15                   |
| Разом    | 107     | 28                 | 55               | 24                   |